# طيور إفريقية
الطيور الإفريقية (الاسم العلمي: Afroaves) فرع حيوي من الطيور، تتكون من الرفراف وأقاربها (شقراقيات)، نقار الخشب وأقاربها (نقاريات الشكل)، وأبو قرن وأقاربها (قرنيات المنقار)، والنهاس (النهاسيات)، والوقواق الشقراقي (اللبطوسيات)، وآكلات الفئران (الحنوريات)، والبوم (البوميات)، والطيور الجارحة (البازيات) ونسور العالم الجديد (القماميات). معظم شجرة السلالة مفترسة، وهذا يشير إلى أن آخر سلف مشترك للطيور الإفريقية كان أيضا طائرا مفترسا.